# Willem van der Woude
Willem van der Woude (Oosternijkerk, 15 de janeiro de 1876 – Oegstgeest, 23 de setembro de 1974) foi um matemático neerlandês, reitor da Universidade de Leiden.

## Educação e carreira

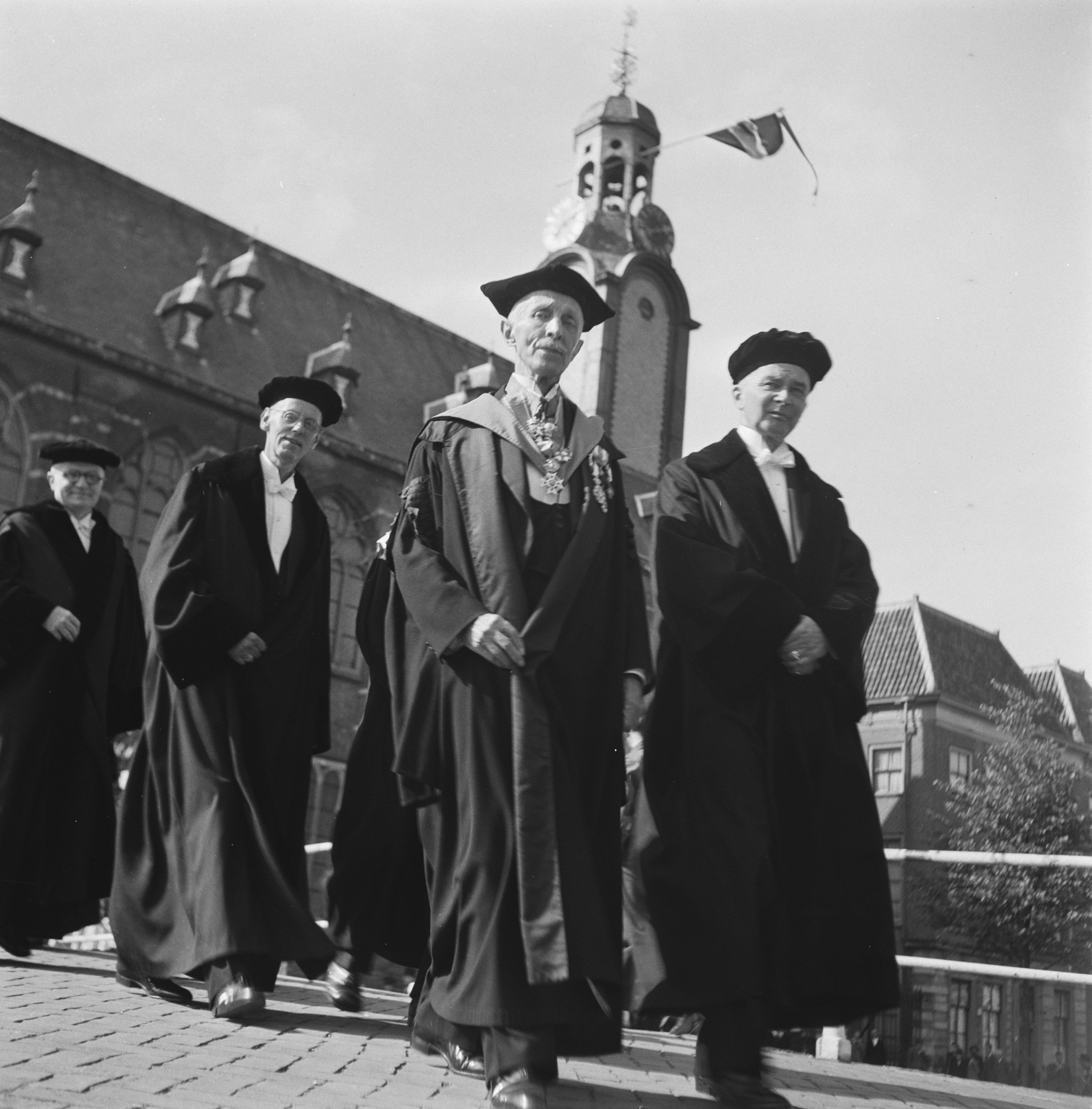
Van der Woude (centro) como reitor em Leiden (1945)

Van der Woude estudou na Universidade de Groningen e lecionou de 1901 a 1916 em Deventer. Obteve em 1908 um doutorado na Universidade de Groningen, orientado por Pieter Hendrik Schoute, com a tese Over elkaar snijdende normalen aan een ellipsoide en een hyperellipsoide (On intersecting normals to an ellipsoid and a hyperellipsoid). De 1916 até aposentar-se em 1947 foi professor de matemática e mecânica na Universidade de Leiden.
Foi palestrante convidado do Congresso Internacional de Matemáticos em Toronto (1924). Nos anos de 1923, 1924, 1939 e 1940 foi presidente da Royal Dutch Mathematical Society.
Foi rector magnificus da Universidade de Leiden em três períodos distintos: 1934-1935, 1941-1943 e 1945 (sucedido por Berend George Escher).

## Publicações elecionadas
- Over 't snijpuntenstelsel van twee algebraïsche krommen. [S.l.]: Noordhoff. 1916 (On the intersection system of two algebraic curves)
- Meetkunde en ruimteleer. [S.l.]: Stenfert Kroese. 1935 (Geometry and beliefs about space)